# Revenir un jour
Revenir un jour est une pièce de théâtre créée en 2014 par Olivier Macé et Franck Le Hen.
Après plusieurs dates durant sa tournée, elle a été jouée au Palais de glaces à Paris.

## Distribution[3]
- Édouard Collin
- David Tournay
- Franck Le Hen
- Christine Lemler
- Rodolphe Sand